# Непочата вода
Непочата вода — в українській міфології — вода, яку беруть до схід Сонця із джерела, тобто тоді, коли, як гадають, її ще ніхто не брав. Українці приписували непочатій воді велику силу, вживали для різних магічних обрядів. Так, породілля йшла вночі по непочату воду і пила її. У непочатій воді купали дитину-немовля.